# Studios de Saint-Laurent-du-Var
Les studios de Saint-Laurent-du-Var sont des studios de cinéma créés en 1920 dans la ville du même nom et détruits par un bombardement allié en 1944.

## Localisation
Les studios de cinéma de Saint-Laurent-du-Var, ville des Alpes-Maritimes sur la Côte d'Azur, se trouvaient à l'emplacement actuel de l'allée des Studios, entre l'avenue Émile Dechame et l'avenue Léonard Arnaud, sur la rive droite du Var, non loin des studios de la Victorine de Nice situés sur la rive opposée.

## Historique
Rose Lacau, cinéaste originaire d'Orthez et épouse de l'avocat milanais Gustave Pansini s'installe à Saint-Laurent-du-Var en 1920. Elle fait construire les studios de l'AS-Ciné et réalise sous le nom de Rose Pansini sept films de 1920 à 1922 : La Puissance du hasard et Un drame d'amour produits par la société As-Ciné en 1920 ; Chantelouve, Le Sang des Finoël, Judith, Le Refuge, Esclave en 1921 et 1922, produits par les Films Pansini qu'elle a créés avec son mari, et co-signés avec Georges Monca ce qui lui permet d'être distribuée par Pathé-Consortium-Cinéma.
Rex Ingram loue les studios laurentins mais leur préfère La Victorine. Puis d'autres réalisateurs viennent tourner à Saint-Laurent-du-Var : Julien Duvivier en 1923 pour Le Reflet de Claude Mercœur, Marcel L'Herbier en 1926 pour Le Vertige, André Berthomieu en 1929 pour Rapacité. 
À l'arrivée du cinéma sonore la plupart des studios niçois ferment leur porte n'étant pas en mesure de réaliser les aménagements nécessaires. Seuls La Victorine et Saint-Laurent-du-Var se modernisent et poursuivent leur activité. Les studios de Saint-Laurent sont équipés de trois plateaux et possèdent des terrains sur les rives du Var qui permettent la construction de décors en plein air. Ils sont utilisés par les sociétés de production Iris Films puis Nicæa Films et gérés par la Société cinématographique méditerranéenne d'exploitation (Cimex) dirigée par André Paulvé qui gère aussi La Victorine. 

Plan des studios en 1937
1, 2 et 3 : plateaux
4 : laboratoires et auditorium
5 : bureaux, atelier décors, restaurant
6 : centrale électrique
7 : magasin d'accessoires
8 : atelier de mécanique
9 : menuiserie
10 : atelier de staff
11 : hangar à décors
12 : garage du camion son
13 : garage voitures et groupes
14 : pavillon du portier
15 : salles figuration
16 : loges et douches
17 : matériel électrique
18 : jardin provençal
19 : salle d'attente
20 : loges avec loggia
21 : blockhaus
22 : piscine

La publicité diffusée en 1936 présente les équipements des studios mis à la disposition des producteurs par la Nicæa Films : « Vastes plateaux de prise de vue — Piscine — Super Parvos Debrie — Centrale 10 000 ampères — Groupes électrogènes 1 200 ampères — Camion de son procédé H — Multiplex Debrie développant 700 mètres heure (en montage) — Tirage — Laboratoires ». En 1937, les studios s'agrandissent et se modernisent encore : au milieu du vaste terrain de la Nicæa, sur la rive droite du Var, à trois kilomètres de la Promenade des Anglais, s'ajoute aux deux studios primitifs qui ont été conservés et forment un plateau de 360 mètres carrés, un studio de 30 mètres de long sur 18 mètres de large, soit 640 mètres carrés, portant à plus de 1 000 mètres carrés la superficie totale des plateaux qui permettent le montage simultané de cinq ou six décors et de réaliser un film en trois semaines. Répondant à toutes les exigences de la technique sonore, ils sont également équipés de plus de cent projecteurs de toutes puissances alimentés par un courant de 3 500 à 4 000 ampères,. 
Entre les laboratoires et le grand studio, dans une construction en forme de villa provençale sont aménagées trois loges comprenant chacune salon, cabinet de toilette et loggia, et un grand salon réservé aux metteurs en scène et producteurs. Les services du siège social qui se trouvaient jusque là boulevard du Tzarévitch à Nice ont rejoint les bureaux de l'administration sur le site. Les laboratoires, avec salle de développement, de tirage et auditorium, ont subi une transformation nécessitée par l'installation de la nouvelle machine à développer « La Multiplex », que la Nicæa Film a été la première à acquérir en France et qui effectue de jour toutes les opérations du développement dans le minimum de temps. Les studios sont désormais aussi vastes et aussi bien équipés que ceux de Paris, Londres ou Berlin. Outre les installations déjà décrite on y trouve encore les ateliers de décoration, les salles de restaurant, la centrale électrique, le magasin d'accessoires, un atelier de mécanique, une menuiserie, un atelier de staff, un hangar à décors, le garage du camion de son, celui des groupes électrogènes et des voitures, le pavillon du portier, des salles pour la figuration, d'autres loges pour les artistes avec salle de douches, les installations électriques du plateau, une salle d'attente, un blockhaus, un jardin provençal et une piscine d'eau courante. 
Les représentants de la municipalité niçoise, de la préfecture et des grandes administrations des Alpes-Maritimes sont invités à l'inauguration qui se déroule en présence des techniciens, artistes et artisans réunis pour réaliser Le Chanteur de minuit sous la direction de Léo Joannon qui se trouve ainsi le parrain du nouveau studio de la Nicæa.
Sacha Guitry y tourne Le Roman d'un tricheur en 1936, Augusto Genina Naples au baiser de feu et Léo Joannon, Le Chanteur de minuit, Léonide Moguy, Prison sans barreaux en 1937. Les tournages se poursuivent jusqu'au premier semestre de 1943 : L'Ange gardien de Jacques de Casembroot, L'Inévitable Monsieur Dubois de Pierre Billon en 1942 ; Les Mystères de Paris de Jacques de Baroncelli, Le mort ne reçoit plus de Jean Tarride, Béatrice devant le désir de Jean de Marguenat en 1943. 
L'occupation de Nice par l'armée allemande le 9 septembre 1943 provoque l'interruption du tournage de La Boîte aux rêves de Jean Choux et Yves Allégret et la fermeture des studios de Saint-Laurent-du-Var. Ils sont détruits en août 1944 par l'un des derniers bombardements alliés dont l'objectif était la destruction du pont sur le Var.